# Rusovce
Rusovce (Hongaars: Oroszvár) (Duits: Karlburg) is een stadsdeel van Bratislava en maakt deel uit van het district Bratislava V.
Rusovce telt 2287 inwoners. Tot 1947 behoorde het dorp toe tot Hongarije. Met het tekenen van de vrede van Parijs werd het dorp samen met nog twee andere dorpen toegewezen aan Slowakije om de hoofdstad Bratislava te voorzien van een bruggenhoofd aan de overzijde van de Donau. In Rusovce bevindt zich het hoofdkwartier van het Slowaaks Folkloristisch staatsensemble (SLUK). Tot eind jaren '80 van de 20ste eeuw was SLUK gehuisvest in het kasteel van Rusovce.  Sindsdien is het ensemble ondergebracht in de gerenoveerde voormalige stallen van het kasteel.
In 1910 was de meerderheid van de bevolking Hongaars aangevuld met een Duitse minderheid. Tegenwoordig is nog ongeveer 10% van de bevolking Hongaars, 6% wordt gevormd door andere minderheden en de rest is nu van Slowaakse nationaliteit. 
Districten: Bratislava I · Bratislava II · Bratislava III · Bratislava IV · Bratislava V

Stadsdelen: Čunovo · Devín · Devínska Nová Ves · Dúbravka · Jarovce · Karlova Ves · Lamač · Nové Mesto · Petržalka · Podunajské Biskupice · Rača · Rusovce · Ružinov · Staré Mesto · Vajnory · Vrakuňa · Záhorská Bystrica